# 0079-0088
 (janvier 2017).
Si vous disposez d'ouvrages ou d'articles de référence ou si vous connaissez des sites web de qualité traitant du thème abordé ici, merci de compléter l'article en donnant les références utiles à sa vérifiabilité et en les liant à la section « Notes et références ».
Albums de Gackt Camui
Diabolos
(2005) RE:BORN
(2009)
0079-0088 est le huitième album du compositeur, chanteur et multi-instrumentiste de J-rock japonais Gackt, sorti le 19 décembre 2007.
Cet album est le thème de la série Mobile Suit Gundam.
Il est sorti dans une édition normale et dans deux éditions limitées différentes. Une des éditions limitées contient une narration par Tōru Furuya (la voix d'un personnage de Gundam, Amuro Ray) et l'autre contient une narration par Shuichi Ikeda (qui fait la voix de Char Aznable).

## Liste des titres
| 1.    | Ai Senshi (Soldiers of Sorrow - 哀 戦士)                             | 3:28 |
| 2.    | Metamorphoze                                                         | 3:40 |
| 3.    | Kimi ga Matteiru Kara (Because You Are Waiting - 君が待っているから) | 4:16 |
| 4.    | Mind Forest                                                          | 4:24 |
| 5.    | Suna no Jyuujika (Cross of Sand - 砂の十字架) (Interlude)            | 3:15 |
| 6.    | Dybbuk                                                               | 3:28 |
| 7.    | Dears                                                                | 4:18 |
| 8.    | Love Letter                                                          | 4:55 |
| 9.    | Meguriai (Encounter - めぐりあい)                                    | 4:39 |
| 37:14 |                                                                      |      |